# Oído relativo
El término oído relativo puede denotar:
- La distancia de una nota musical conforme a un punto de referencia establecido, por ej. "dos octavas sobre el Do central".
- La habilidad (véase también destreza) de un músico para identificar los intervalos entre notas dadas, independientemente de su relación con la afinación escogida (La = 440 Hz).
- El recurso usado por los cantantes para cantar correctamente una melodía, siguiendo la notación musical, al entonar cada nota en la melodía de acuerdo a su distancia de la nota anterior. Alternativamente, el mismo recurso que permite a alguien oír una melodía una vez y nombrar las notas relativas a una alguna nota inicial conocida.

A diferencia del oído absoluto, el oído relativo es muy común entre los músicos (de hecho es necesario), y es muy posible desarrollarlo a través de la práctica.
Algunos profesores de música enseñan a sus alumnos el oído relativo al hacerlos asociar cada intervalo musical posible con las primeras dos notas de una canción conocida; ejemplos se pueden encontrar en entrenamiento auditivo. Otra buena manera de desarrollar el oído relativo es simplemente intentar tocar una melodía al oído con un instrumento musical. Al ir tocando más y más melodías probando y equivocándose, eventualmente se comenzará a reconocer algunos de los intervalos más comunes. Entonces todo lo que se necesita es comenzar a asociar estos intervalos con sus nombres. Los músicos indios aprenden el oído relativo al cantar los intervalos sobre un bordón, que también es descrito por W. A. Mathieu usando la terminología de la entonación justa occidental. En muchas clases de entrenamiento auditivo occidentales usan el solfeo para enseñar a los estudiantes el oído relativo, mientras que otras usan la lectura numérica (véase numerical sight-singing).
Los intervalos son más difíciles de oír y reconocer mientras sean más amplios y grandes o mientras más octavas cubran. Los intervalos compuestos son significativamente más difíciles que los intervalos simples.
El reconocimiento de intervalos permite a los músicos con buen oído relativo identificar fácilmente complejos tipos de acordes, incluso sin poder reconocer cuál es la nota de la tónica en que está. Esto da a los músicos la habilidad de afinar rápida y adecuadamente un instrumento con respecto a una nota referencial dada, aun cuando la nota no estuviese en un sistema de afinación estándar.
- Datos: Q2736124